# Heinkel HeS 1
L'Heinkel HeS 1 (o Heinkel-Strahltriebwerk 1, in tedesco Heinkel motore a reazione 1) fu un dimostratore tecnologico di motore a reazione progettato da Hans von Ohain e costruito in Germania dalla Ernst Heinkel Flugzeugwerke tra l'estate del 1936 e marzo del 1937 con lo scopo di provare la fattibilità della propulsione a getto in campo aeronautico.

## Storia
Hans von Ohain iniziò a concepire l'idea di un propulsore aeronautico alternativo ai motori a pistoni dell'epoca quando ancora studiava fisica all'Università di Gottinga. La sua passione per il volo a vela l'aveva portato a considerare in maniera critica i rumorosi motori aeronautici ed il sistema di propulsione ad elica che sporcava l'aerodinamica dei velivoli. Queste riflessioni, unite all'esortazione del suo relatore Robert Pohl a cercare applicazioni pratiche dei suoi studi teorici, lo portarono, nell'autunno del 1933, a concepire l'idea di utilizzare un flusso aerodinamico stazionario per la propulsione. Sulla base di analisi termodinamiche, progettò e costruì a proprie spese nel 1934, con l'aiuto di un suo amico meccanico di automobili (Max Hahn), un rudimentale gruppo compressore-combustore-turbina.
Nei primi mesi del 1935 Ohain fece una ricerca presso l'ufficio brevetti per verificare se fossero stati depositati progetti affini, trovando un certo numero di sistemi di propulsione senza eliche, ma non i precedenti brevetti di Lorin, Guillaume e Whittle. Ne venne a conoscenza solo nel 1937 quando l'ufficio brevetti tedesco respinse la richiesta per il suo motore a causa della somiglianza con il brevetto di Whittle e di una azienda svedese (Milo).
Sebbene il motore riuscisse a malapena ad autosostenersi a causa dell'instabilità della combustione, il professor Pohl riconobbe un enorme potenziale nel progetto, e fornì ad Ohain (che nel frattempo aveva terminato i suoi studi diplomandosi nel novembre del 1935) strumenti, macchinari e spazi presso l'università. Comprendendo la necessità di maggiori risorse ed investimenti, Pohl si rese disponibile a scrivere una lettera di raccomandazione ad una industria aeronautica a scelta di Ohain cui proporre il nuovo motore. Questi, conoscendo l'apertura di Ernst Heinkel all'innovazione in campo aeronautico, scelse la sua compagnia anche se fino a quel momento non aveva avuto nessuna esperienza in campo motoristico, proprio perché pensava che un'industria già affermata nella produzione di motori a pistoni non avrebbe mai preso in considerazione l'idea di rivoluzionare le sue linee produttive.
Heinkel rispose alla lettera invitandolo il 17 marzo 1936 presso la sua casa a Rostock, sulle rive del mar Baltico per discutere delle sue idee sulla propulsione a reazione. Dopo un breve scambio di idee, gli fissò per il giorno successivo un appuntamento con una decina dei suoi migliori ingegneri che, sebbene l'avessero incalzato per ore con domande sul funzionamento del motore da lui progettato sottolineandone i problemi, in particolare relativamente alla combustione, non si dimostrarono scettici sul principio. Soddisfatto delle risposte, Heinkel lo assunse il 3 aprile del 1936, assegnandogli uomini e mezzi per il disegno di un motore completamente nuovo, l'HeS 1.
Il 15 aprile, in una struttura temporanea appositamente costruita e distaccata dalla fabbrica, iniziarono i lavori per la costruzione del motore, coperti da un alone di segretezza voluto da Heinkel che non informò né il Reichsluftfahrtministerium (il Ministero dell'Aria della Germania nazista) né la Luftwaffe né gli altri costruttori di motori aeronautici. Nella primavera del 1937, il motore venne provato al banco con successo, ed Ohain ottenne l'immediata promozione a responsabile della divisione sviluppo motore a reazione. Il passo successivo sarebbe stato quello di progettare un motore a combustibile liquido, che porterà al progetto dell'HeS 2 in seguito abbandonato per l'HeS 3.

## Tecnica
| A) Presa d'aria              | E) Iniettore idrogeno    |
| B) Compressore assiale       | F) Camera di combustione |
| C) Compressore centrifugo    | G) Turbina radiale       |
| D) Linea di mandata idrogeno | H) Ugello di scarico     |

Disegno schematico del dimostratore HeS 1.

Il motore era costituito da un compressore mosso da un albero solidale ad una turbina a flusso centrifugo e da una camera di combustione, costruito facendo largo impiego di lamine di acciaio rivettate ed imbullonate.

### Compressore
Il compressore disponeva di uno stadio assiale che induceva il flusso nello stadio di compressore centrifugo  il cui rotore aveva un diametro di circa 30 centimetri e che immetteva l'aria compressa in un manicotto anulare.

### Camera di combustione
L'idea di impiegare idrogeno come combustibile fu dettata dalle difficoltà incontrate da Ohain nell'ottenere una combustione stabile utilizzando combustibili liquidi, gli unici, per questioni di ingombro, a poter essere ragionevolmente impiegati su aeromobili. Dal momento che Heinkel gli aveva concesso poco tempo per lo sviluppo del motore, Ohain decise di posporre il problema della camera di combustione, semplificando la costruzione del dimostratore in modo da ottenere, il prima possibile, risultati tangibili.
La camera di combustione era costituita da un condotto anulare in cui erano immerse sessanta palette cave. Sul bordo di uscita delle palette erano distribuiti una serie di piccoli fori (per un totale di circa 400) attraverso i quali l'idrogeno in pressione era iniettato nella camera e miscelato al flusso turbolento dovuto alla scia delle palette. Grazie alle eccellenti proprietà combustibili dell'idrogeno, al tratto relativamente breve in cui avveniva la combustione e al numero di Mach basso, si aveva una limitata perdita di pressione totale associata ad un funzionamento regolare lungo un arco di regimi di funzionamento abbastanza ampio.